# یواس‌اس میندانائو (پی‌آر-۸)
یواس‌اس میندانائو (پی‌آر-۸) (به انگلیسی: USS Mindanao (PR-8)) یک کشتی بود که طول آن ۲۱۰ فوت ۹ اینچ (۶۴٫۲۴ متر) بود. این کشتی در سال ۱۹۲۷ ساخته شد.